# الحيثجة (جبلة)

تعديل مصدري - تعديل

الحيثجة هي إحدى قرى عزلة المعشار بمديرية جبلة التابعة لمحافظة إب، بلغ تعداد سكانها 1446 نسمة حسب تعداد اليمن لعام 2004.